# Lučice (Bělotín)
Lučice (německy Lutschitz) jsou malá vesnice, část obce Bělotín v okrese Přerov. Nachází se asi 2,5 km na východ od Bělotína, nedaleko bývalé moravsko-slezské zemské hranice. Lučice leží v katastrálním území Lučice na Moravě o rozloze 3,37 km2.

## Název
Za název vesnice bylo převzato staré jméno lučiščě či lučisko (obě varianty jsou jako název vsi doloženy) – „místo s loukami“. Do němčiny byl název přejat jako Lutschitz a od něj byl v 19. století vytvořen nový český název Lučice. Koncem 19. století podniknuté pokusy vrátit se k názvu Lučiště neuspěly.

## Historie
První písemná zmínka o vesnici pochází z roku 1499.
V letech 1869–1983 byla samostatnou obcí a od 1. července 1983 se vesnice stala součástí obce Bělotín.

## Obyvatelstvo
| Rok            | 1869 | 1880 | 1890 | 1900 | 1910 | 1921 | 1930 | 1950 | 1961 | 1970 | 1980 | 1991 | 2001 | 2011 | 2021 |
| -------------- | ---- | ---- | ---- | ---- | ---- | ---- | ---- | ---- | ---- | ---- | ---- | ---- | ---- | ---- | ---- |
| Počet obyvatel | 209  | 191  | 182  | 202  | 208  | 205  | 206  | 182  | 154  | 119  | 140  | 110  | 109  | 110  | 107  |
| Počet domů     | 31   | 33   | 33   | 31   | 32   | 34   | 36   | 37   | 31   | 29   | 31   | 35   | 35   | 36   | 34   |